# Odessa Zastawa II
Odessa Zastawa II (ukr. Одеса-Застава II, ros. Одесса-Застава II) – stacja kolejowa w miejscowości Odessa, w obwodzie odeskim, na Ukrainie.